# Meeresschutzgebiet

Die Meeresschutzgebiete (MPA) weltweit nach Schutzstufe und inklusive geplanter aber noch nicht eingerichteter Schutzzonen
Quelle: Meeresatlas 2017 – Daten und Fakten über unseren Umgang mit dem Ozean

Ein Meeresschutzgebiet (englisch Marine Protected Area, kurz MPA) ist ein Schutzgebiet, das mindestens teilweise Seegebiet umfasst.
Meeresschutzgebiete sind ein wesentliches Instrument des Meeresschutzes. Eine Sonderform ist das Küstenschutzgebiet, unter diesem Begriff versteht man speziell Übergangsgebiete Land–Meer, wie Watt, Mangroven und andere.
Bis 2030 sollen insgesamt 30 Prozent der Weltmeere unter Schutz gestellt werden. Im Jahr 2021 waren es nur 7,9 Prozent, wobei allerdings lediglich 2 Prozent vollständig vor Fischerei geschützt waren.

## Definition Meeresschutzgebiet
Der Terminus „Meeresschutzgebiet“ wird international für ein weites Feld an Meeresgebieten gebraucht, in denen menschliche Aktivitäten eingeschränkt sind, um ökologische, geologische, kulturelle und historische Ressourcen zu schützen. Die Schutzmaßnahmen sind lokal sehr unterschiedlich und reichen von einer Einschränkung der Entwicklung, Begrenzung auf bestimmte Fischfangmethoden, Einführung von Schonzeiten, Fangmengenregulation, Moratorien bis zum absoluten Entnahmeverbot von jeglichem marinen Leben in bestimmten Seegebieten.
International wird der Begriff für Gebiete gebraucht, die unter unterschiedliche rechtliche und praktische Schutzmaßnahmen fallen.
Die International Conservation Union (IUCN) definiert ein Meeresschutzgebiet als:

„Gebiet innerhalb oder unterhalb des Gezeitenbereichs, einschließlich seiner darüberliegenden Wassersäule und der dazugehörigen Flora, Fauna sowie historischen und kulturellen Werte, das gesetzlich oder durch andere wirksame Mittel in seiner Gesamtheit oder in Teilen geschützt wird“

Sie führt Meeresschutzgebiete unter der Kategorie V Geschützte Landschaft / geschütztes marines Gebiet (Protected Landscape/Seascape). Neben der genauen Definition eines Meeresschutzgebietes schreibt die IUCN zur Ausgestaltung eines Meeresschutzgebietes:

„Ein Areal von Meer, das einige herausragende oder repräsentative Ökosysteme, geologische oder physiologische Merkmale und/oder Arten besitzt, und vorrangig der wissenschaftlichen Forschung und/oder dem Umweltmonitoring zugänglich ist.“

Gemeinsam veröffentlichten 43 Experten 2021 wissenschaftliche Richtlinien, die eine standardisierte Bewertung (einschließlich eindeutiger Klassifizierung) und Verbesserung des Schutzniveaus von Meeresschutzgebieten ermöglichen. Die Wissenschaftler, die unter anderem dem Research Institute for Development und dem IUCN angehören, gehen davon aus, dass das Artensterben im Meer nur durch globale Schutzmaßnahmen aufgehalten werden kann.

### Terminologie auf verschiedenen räumlichen Betrachtungsebenen
In den Vereinigten Staaten werden Meeresschutzgebiete meistens mit dem Term System bezeichnet. Eine „Region“ wird vom World Conservation Monitoring Center bezeichnet als: „A collection of individual MPAs operating cooperatively, at various spatial scales and with a range of protection levels that are designed to meet objectives that a single reserve cannot achieve.“
In der Biodiversitätskonvention (CBD), Entscheidung VII/5, stimmt man darin überein, die Bezeichnung Network auf internationaler Ebene und System auf nationaler und regionaler Ebene zu verwenden. Die globale Ebene kennt keine übergeordneten Autoritäten, deshalb wird hier von einem System gesprochen. Die CBD definiert die Rolle des global network als ein großräumiges Netzwerk, um regionale und lokale Systeme von Meeresschutzgebieten zu etablieren. Häufig wird der Term ‚Meeresschutzgebiet‘ verwandt, um politischen Fortschritt zu dokumentieren und gleichzeitig die Gebiete touristisch besser vermarkten zu können.

### Schutzmaßnahmen
In den Schutzgebieten werden teilweise selektiver Fischfang betrieben und Fischerei-Schutzzonen eingerichtet. In diesen Zonen ist der freie und ungehinderte Fischfang zeitlich begrenzt bzw. dauerhaft eingeschränkt oder durch festgeschriebene Fangquoten reglementiert. In „No-Take“-Zonen findet dagegen gar keine Fischerei statt.
Ein großes Problem, besonders geographisch weiträumiger Meeresschutzgebiete und solcher auf hoher See, ist die Durchsetzung von Regelungen. Häufig sieht sich bei internationalen Abkommen kein Anrainerstaat für eine wirksame Kontrolle zuständig und fürchtet bi- oder multinationale Konflikte bei einer Anwendung von vereinbarten Gesetzen. Andererseits sieht sich bei politischen Territorialunstimmigkeiten der aktive Staat auch dem Vorwurf ausgesetzt, MPAs als strategisches Mittel einzusetzen, wie etwa im Jahr 2013 Gibraltar beim Fischereistreit mit Spanien.

### Schutzbemühungen von Nichtregierungsorganisationen
Die Sea Shepherd Conservation Society geht unmittelbar gegen Walfänger und illegal operierende Fischfangflotten vor, besonders in Marine Parks des Südatlantiks. Sea Shepherd operiert mit seinen Schiffen vor allem in der südlichen Hemisphäre in internationalen Meeresschutzgebieten, die u. a. zum Schutz verschiedener Walarten ausgewiesen wurden. Die Organisation will die Befolgung der internationalen Schutzabkommen erzwingen und die illegalen Aktivitäten von Walfängern stoppen. Bei ihren Angriffen beruft sich Paul Watson, der Leiter der Organisation, auf die United Nations World Charter for Nature. Die Verstöße gegen die Fangverbote in den Meeresschutzgebieten zu dokumentieren und dagegen zu protestieren, hält Sea Shepherd für nicht ausreichend. Greenpeace beschränkt sich auf die Dokumentation und mediale Aufbereitung und betont die Gewaltfreiheit.

### Marine Park
In Kenia schützen Marine Parks marine Ressourcen und sorgen dafür, dass sich die Lebensräume regenerieren können. In Tansania, existieren zonierte Marine Parks, in denen beispielsweise Fischerei nur in bestimmten Zonen erlaubt ist.
In Australien schützen Landesregierungen durch Marine Parks schützenswerte 3-Meilen-Gebiete entlang ihrer Küste und der Commonwealth durchaus bis zu weiteren 200 Seemeilen (370 km). In bestimmten schützenswerten Gebieten, beispielsweise im Korallenmeer, die weiter als 200 Meilen vom australischen Kontinent entfernt sind, weist Australien darüber hinaus weitere Meeresschutzgebiete aus, beispielsweise das Coringa-Herald National Nature Reserve.

### Meeres-Nationalpark
Einige Staaten haben innerhalb des Nationalpark-Konzeptes (IUCN-Kategorie II – Großschutzgebiete mit strengerer Kernzone und umfangreicher Tourismus-Rahmeninfrastruktur) auch eine Klasse von Meeresnationalparks (englisch Marine National Park) geschaffen. Dazu gehören beispielsweise Kanada, Indien, Griechenland, Kenia und etliche andere.

### Meeresreservate
Meeresreservate (engl. Marine Reserves) werden in der Regel von einzelnen Staaten in ihren Hoheitsgewässern bzw. nationalen ausschließlichen Wirtschaftszonen ausgewiesen. In Kenia (und Belize), sind in diesen Gebieten Formen von low-risk-Fischerei erlaubt.

## Globale Entwicklung

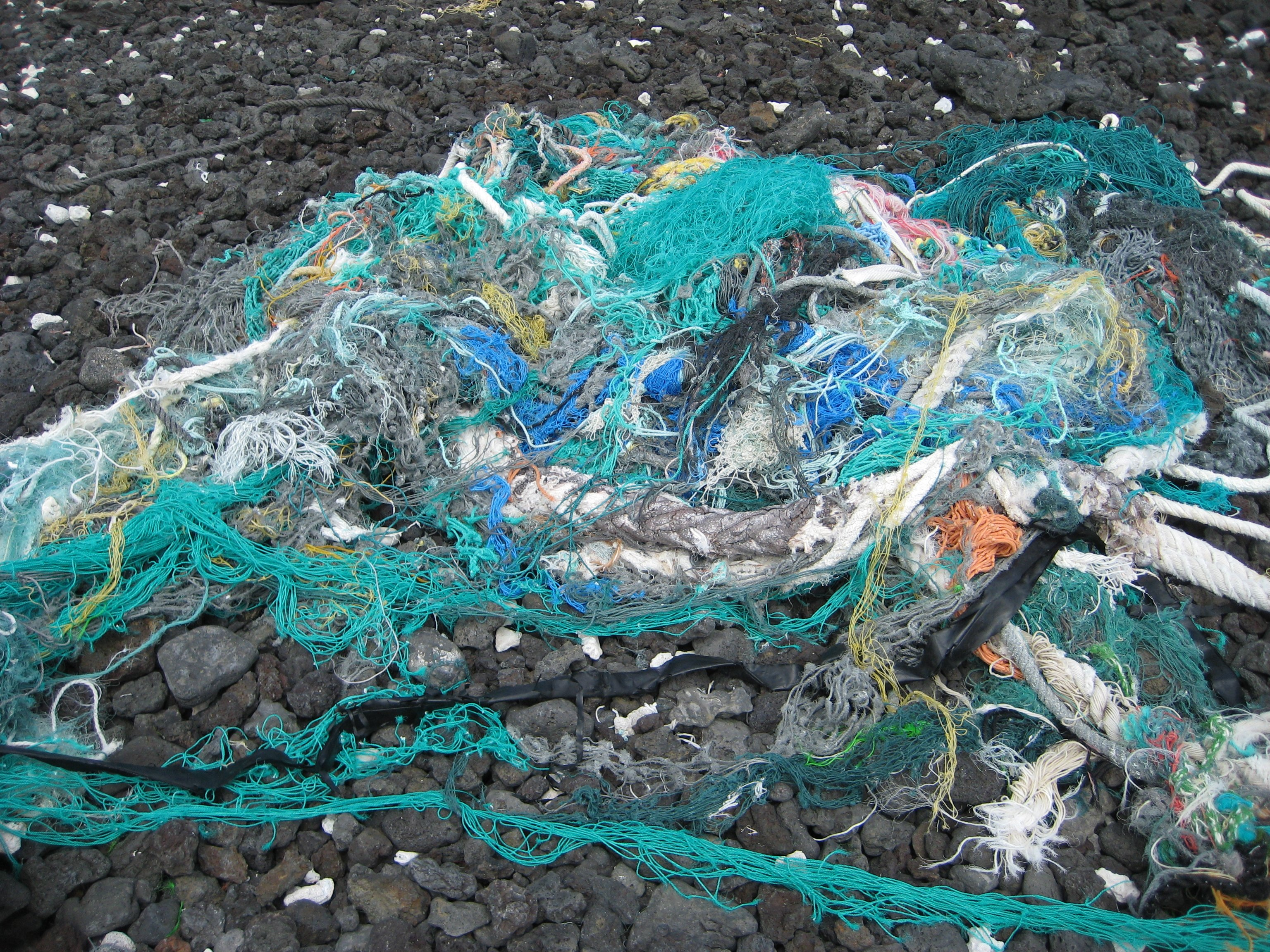
Sogenannte Geisternetze tragen zur Verschmutzung der Meere bei und gefährden zahlreiche Tierarten

2012 soll im Rahmen des Übereinkommens über die biologische Vielfalt (CBD) ein globales Netzwerk von Meeresschutzgebieten eingerichtet und effektiv gemanagt sein. Es soll alle bedeutsamen biogeographischen Regionen sowie Lebensräume und Arten exemplarisch abdecken (Ecologically and Biologically Significant Marine Areas – EBSA). Seit einigen Jahren steigt die Zahl der Meeresschutzgebiete rapide an. Das 2012-Ziel wurde nicht erreicht, da neben starken wirtschaftlichen Interessen vor allem Mechanismen fehlen, die eine Ausweisung von Schutzgebieten in den Meeresgebieten, jenseits national-staatlicher Rechtsbefugnisse auf der Hohen See ermöglichen. Bis 2020 sollten, nach den Beschlüssen der CBD-Staaten, 10 Prozent der gesamten Meeresoberfläche unter Schutz gestellt werden. Obwohl dieses Ziel klar verfehlt wurde, ist bis 2030 geplant 30 Prozent der Weltmeere unter Schutz zu stellen. Laut EU-Biodiversitätsstrategie, soll ein Drittel dieser Fläche sogar unter strengen Schutz gestellt werden, um die ökologischen Funktionen der Meere zu sichern und wiederherzustellen.

### Europa: Natura 2000
In Europa werden im Rahmen des Schutzgebietsnetzes Natura 2000 Meeresschutzgebiete in Atlantik und Nordsee, im Mittelmeer sowie der Ostsee ausgewiesen. Dabei weisen die Mitgliedstaaten erstmals Gebiete in ihrer ausschließlichen Wirtschaftszone (AWZ) aus.
In dem Report „Schützt die Schutzgebiete“ wies der WWF darauf hin, dass die bloße Ausweisung von marinen Gebieten im NATURA 2000 Kontext alleine noch kein effektiver Schutz ist. Forderungen sind daher, den Einfluss menschlicher Aktivitäten auf das Ökosystem wesentlich geringer sein muss als im umliegenden Gebiet. Auch müsse mindestens 50 % der Fläche jedes Schutzgebietes direkte Entnahme von Ressourcen untersagt werden. Fischerei, die innerhalb der Schutzgebiete auf der nicht geschlossenen Fläche stattfindet, solle langfristig vollständig durch ökologisch nachhaltigere Fischereitechniken ersetzt werden. Mindestbedingungen seien das vollständige Verbot von Baumkurren mit Ketten oder Kettenmatten, die Umsetzung gewichts- und beifangreduzierender Maßnahmen. Auch sollten gebietsspezifische, saisonale Beschränkungen und technische Anpassungen für beifangintensive Fischereien umgesetzt werden, um die ungewollten Seevogel-, Schweinswal- und Wanderfischbeifänge zu minimieren.

## Meeresgebiete

### Antarktis

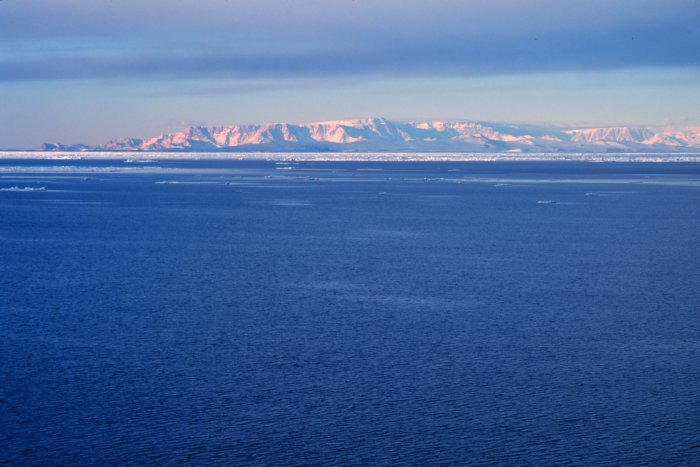
Westliches Rossmeer (im Hintergrund das Transantarktische Gebirge)

Nach fünf Jahren Verhandlungen einigten sich Ende Oktober 2016 im australischen Hobart in der „Kommission zur Erhaltung der lebenden Meeresschätze der Antarktis“ (Commission for the Conservation of Antarctic Marine Living Resources, CCAMLR) 24 Staaten und die EU auf eine Ausweisung des „Meeresschutzgebiets Rossmeer“, des dann größten Meeresschutzgebiets der Erde mit einer Fläche von 1,55 Mio. Quadratkilometern (etwa die Fläche Deutschlands, Großbritanniens und Frankreichs zusammen) im Rossmeer, was als eines der letzten „unberührten“ maritimen Ökosysteme gilt. Hier soll z. B. auf 1,12 Millionen Quadratkilometern 35 Jahre lang jegliche Fischerei verboten sein.
Eine weitere Schutzzone mit einer Fläche von einer Mio. Quadratkilometern ist für die Ostantarktis geplant; hierfür konnte in der Kommission noch keine Einigung erzielt werden. Darüber hinaus liegt der CCAMLR ein Schutzvorschlag für das Weddellmeer vor, das größte Randmeer des Antarktischen Ozeans.

### Atlantischer Ozean und Arktis
Ende 2016 vereinbarte Präsident Barack Obama mit dem kanadischen Premierminister Justin Trudeau 115 Millionen Acres des Arktischen Nordmeeres und 3,8 Millionen Acres des Atlantiks von einer Ausbeutung dauerhaft auszuschließen. Der Schutz bezieht sich auf Nutzung durch Offshore Aktivitäten, nicht auf die Fischerei. Zuvor hatte Obama eine Nutzung für fünf Jahre per Präsidentenerlass untersagt, schloss nun aber eine spätere Nutzung mit dem „Continental Shelf Lands Act“ aus. Obama sagte, dass die wissenschaftlichen Ergebnisse deutlich zeigten, wie wertvoll diese Gebiete sind und die im Falle einer möglichen Ölkatastrophe die Schutzmaßnahmen ob der rauen Bedingungen im Norden sehr begrenzt seien. Die Entscheidung fiel im Angesicht einer absehbar industriefreundlicheren Umweltpolitik des künftigen Präsidenten Donald Trump. Präsident Trump wollte den Schutzstatus durch eine executive order im Jahr widerrufen um Öl- und Gas-Explorationen durch Unternehmen wieder möglich zu machen. Ein District-Gericht urteilte jedoch, der Präsident verstoße damit gegen Umweltrecht des Bundes.

### Mittelmeer

#### Frankreich
Korsika, Golf von Porto: Calanche von Piana, Golf von Girolata, Scandola Reserve

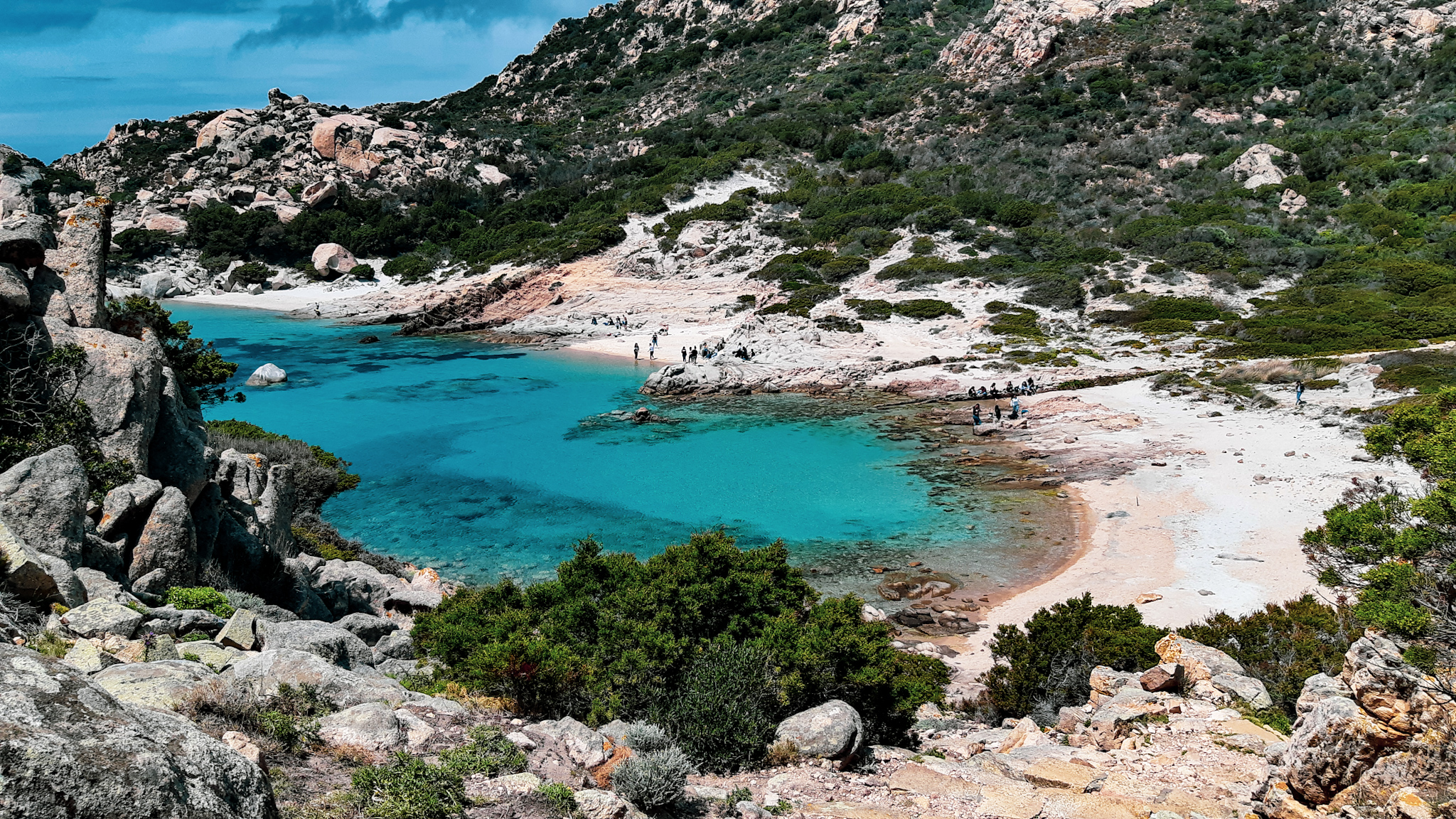
L'Arcipleago di La Maddalena

Das Naturschutzgebiet, das Teil des regionalen Naturparks Korsikas ist, befindet sich auf der Halbinsel Scandola, einer porphyritischen Gesteinsmasse. Die Vegetation ist ein Beispiel für Buschland. Dort sind Möwen, Kormorane und Seeadler zu finden. Das klare Wasser mit seinen kleinen Inseln und unzugänglichen Höhlen beherbergt ein reiches Meeresleben.

#### Italien

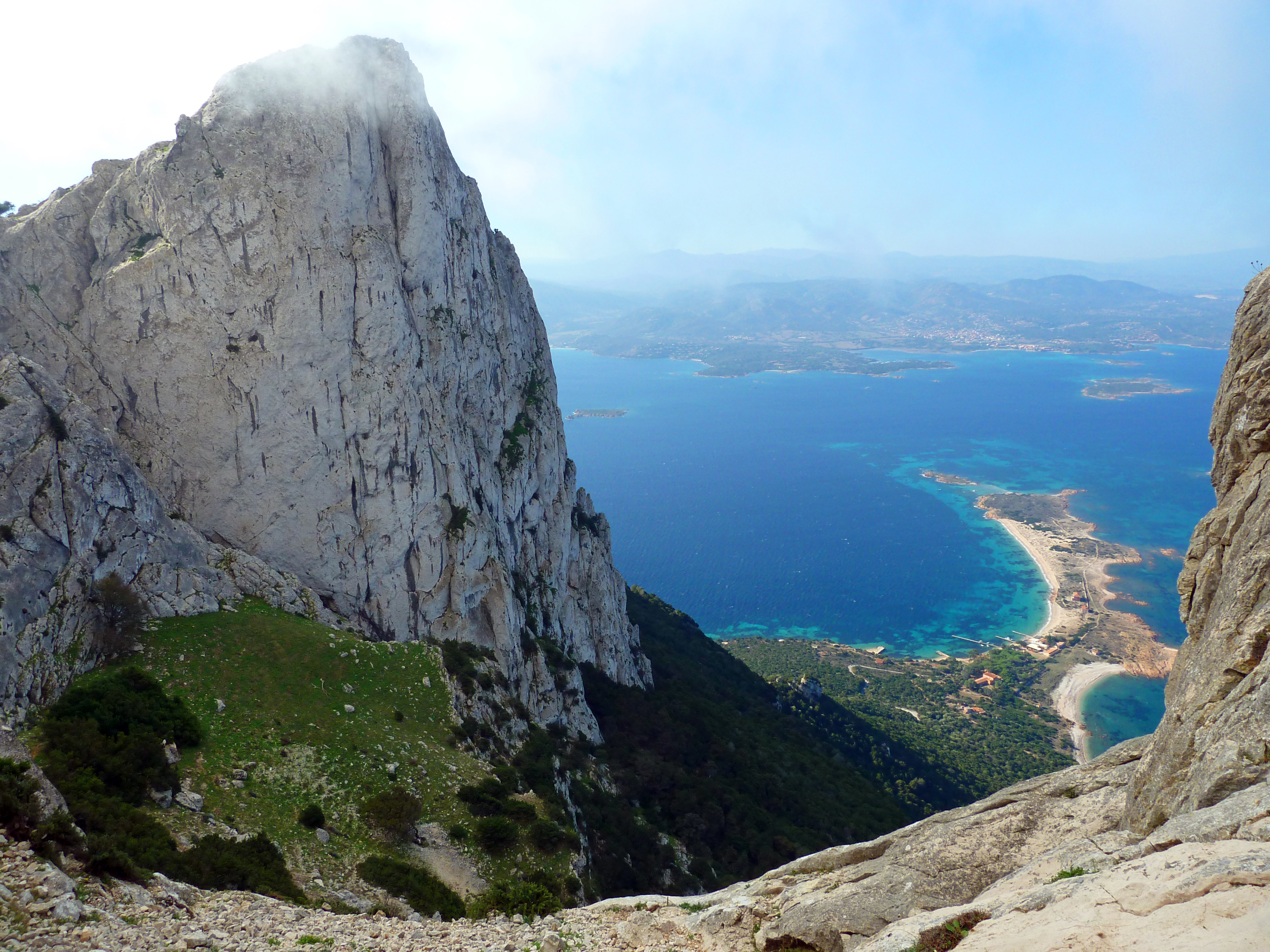
L'Aerea Marina Protetta di Tavolara

Italien unterscheidet in nationale und regionale Schutzgebiete: So wird in der Toskana seit 1989 der Nationalpark des Toskanischen Archipels Parco nazionale dell’Arcipelago Toscano ausgewiesen, der sowohl 17.887,00 Hektar (ha) Küstenabschnitte als auch 56.776 ha Seegebiete der Toskana beinhaltet.
Beispiel für ein ausgewiesenes Meeresschutzgebiet ohne Nationalpark-Status ist seit 1991 das mit 53.992 ha größte Meeresreservat des Mittelmeers rund um die Ägadischen Inseln, die Area Marina Protetta Isole Egadi. Vielerorts stehen lokale Küstenabschnitte im Rahmen von Regionalparks unter Schutz. Beispiel dafür ist der 1935 eingerichtete Parco Naturale Regionale di Portofino in Ligurien. Es gibt einige Meeresschutzgebiete um die Insel Sardinen z. B. seit 1997 L'Aera Marina Protetta di Tavolara und seit 1994 das Gebiet um die Maddalena Inseln, der große Nationalpark Parco Nazionale dell'Arcipelago di La Maddalena und seit 2002 im Nordosten der Insel in der Region Algero L'Aera Marina Protetta di Capo Caccia e dell’Isola Piana. Diese Gebiete werden streng von der Küstenwache kontrolliert.

#### Spanien
In Spanien gibt es diverse Meeresschutzgebiete.

### Nord- und Ostsee

#### Deutschland

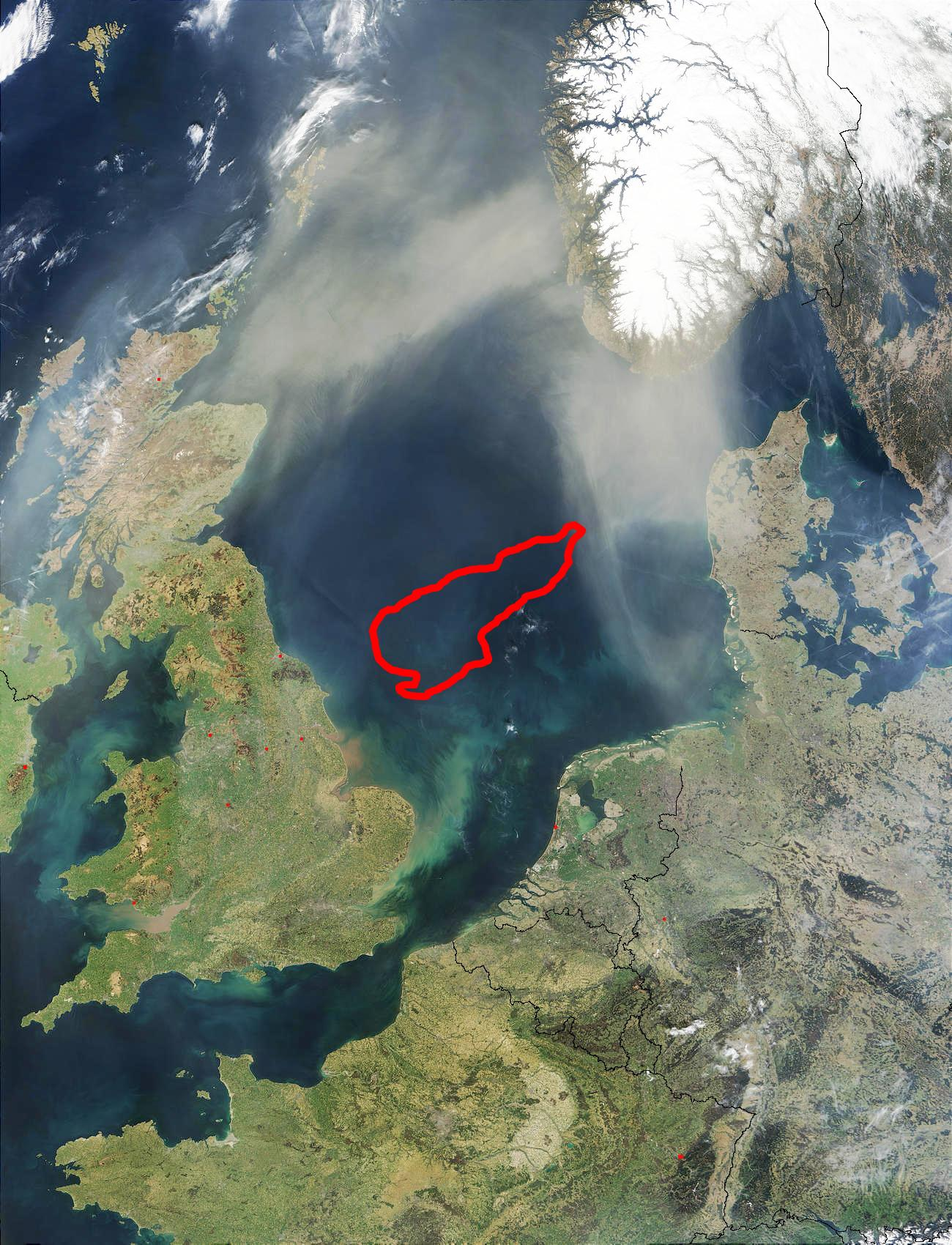
Die Doggerbank ist im Bereich der deutschen ausschließlichen Wirtschaftszone seit 2006 als NATURA-2000-Gebiet ausgewiesen

Mit Inkrafttreten der europäischen Fauna-Flora-Habitat-Richtlinie (FFH-Richtlinie) zur Erhaltung der natürlichen Lebensräume sowie der wildlebenden Tiere und Pflanzen verpflichteten sich die Mitgliedsstaaten der EU 1992, ein zusammenhängendes Netz von Schutzgebieten an Land und zur See zu schaffen. Die Gebiete stehen aus unterschiedlichen Gründen unter Schutz: teilweise sind sie „Kinderstube“ von Meeressäugern (speziell Schweinswale), Rastgebiet für Seevögel oder besitzen einen wertvollen Lebensraum auf dem Benthos; in diesem Rahmen wies Deutschland 2006 als erstes europäisches Land Meeresschutzgebiete in seiner ausschließlichen Wirtschaftszone aus:
- In der Nordsee:

Sylter Außenriff – Östliche Deutsche Bucht, bestehend aus den Bereichen Sylter Außenriff (531.428,39 ha) und Östliche Deutsche Bucht (313.512,76 ha), Borkum-Riffgrund (62.548,16 ha), Doggerbank (169.895,35 ha).
- In der Ostsee:

Fehmarnbelt (27.991,81 ha), Kadetrinne (10.007,0 ha), Westliche Rönnebank (9.853,72 ha), Adlergrund (23.399,3 ha), Pommersche Bucht mit Oderbank (110.173,48 ha), Pommersche Bucht – Rönnebank (200.986,1 ha).
Im Jahr 2017 wurde von der Großen Koalition unter Federführung des Bundesumweltministeriums eine Novellierung des Bundesnaturschutzgesetzes vorgenommen. Die größten Deutschen Naturschutzverbände (BUND, NABU, Greenpeace u. a.) kritisierten, dass das neue Gesetz Ministerien für Wirtschaft, Verkehr, Landwirtschaft und Forschung erstmals ein Vetorecht bei der Unterschutzstellung der wertvollsten Meeresgebiete einräumt. Sie fürchten, dass so künftig die Fischerei-, Rohstoff- und Schifffahrtslobbys mitentscheiden dürfte, welche Maßnahmen zum Schutz von Schweinswalen und Kegelrobben, Riffen oder Seegraswiesen ergriffen werden. Die Umweltverbände fordern jetzt den Bundestag und Bundesrat auf, die sogenannte „Einvernehmensregelung“ zu stoppen.
Küsten-Nationalparks
Mit der Einrichtung des Nationalparks Schleswig-Holsteinisches Wattenmeer wurde am 1. Oktober 1985 ein Gebiet innerhalb der 12-Meilen-Zone ausgewiesen, das tideabhängig trockenfällt. Daneben werden Küstenzonen (unter anderem Salzwiesen) geschützt. Da Naturschutz Ländersache ist, folgte die Ausweisung eines Wattenmeer-Nationalparks in Niedersachsen (Nationalpark Niedersächsisches Wattenmeer) 1986 und in der Elbmündung (Nationalpark Hamburgisches Wattenmeer) 1990. Die Zuständigkeiten und die verfolgte Politik in den Parks sind länderbedingt unterschiedlich.
An der Ostseeküste wurde der Nationalpark Vorpommersche Boddenlandschaft und der relativ kleine Nationalpark Jasmund auf Rügen ausgewiesen.

### Pazifik

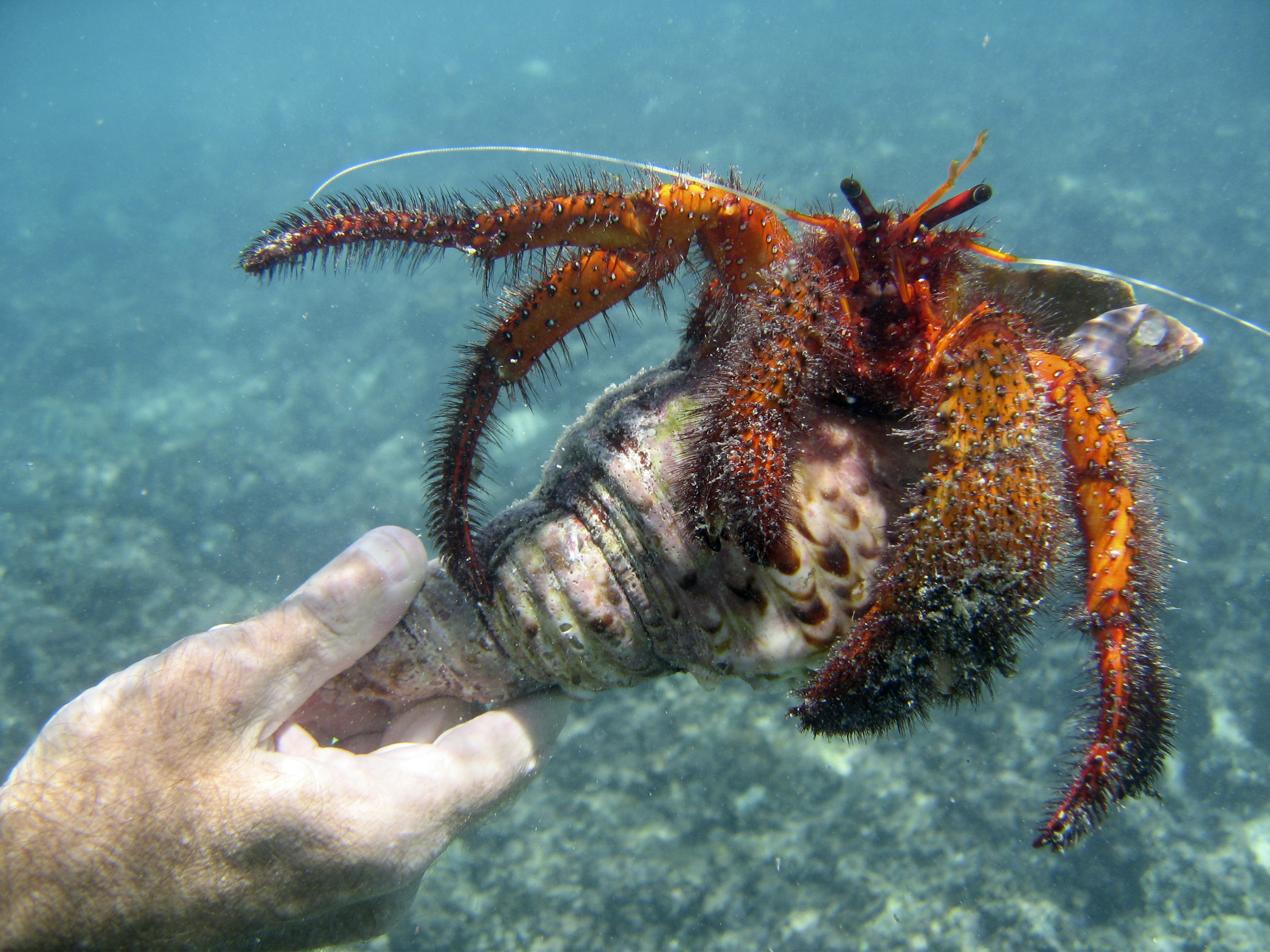
Einsiedlerkrebs im Schutzgebiet Papahānaumokuākea (Foto: NOAA)

#### Philippinen
Auf den Philippinen wird die Idee des Meeresschutzgebietes nach den Richtlinien des National Integrated Protected Areas Systems Gesetzes 7586 aus dem Jahre 1992, auch unter der Kurzform NIPAS bekannt, umgesetzt. Diese Gebiete werden als Natural Park oder als Protected Landscape and Seascape ausgewiesen. Die größten Meeresschutzgebiete der Philippinen sind das Siargao Islands Protected Landscape and Seascape, der Apo Reef Marine Natural Park, der Northern Sierra Madre Natural Park und die Schutzgebiete um die Insel Palawan. Diese Gebiete sollen nicht nur die Meeresflora und -fauna schützen, sondern auch die Lebensgrundlagen der ansässigen Bevölkerung. Traditionelle Fischerei mit Wurf- und Stellnetzen ist erlaubt, wird jedoch mit der Ausgabe von Fanglizenzen kontrolliert. Neben dem Erhalt der Biodiversität der Philippinen soll die Einrichtung von Meeresschutzgebieten den Tourismus in den Regionen fördern.

#### Thailand
Marine National Parks sind eine spezielle Form von Nationalparks. Unter diese Klasse fallen – abweichend von der IUCN-Definition – auch einige Gebiete ohne jegliche Wasserfläche, die dem Schutz von Küstenwäldern dienen. Sie werden getrennt von den (terrestrischen) Nationalparks geführt, wenn auch einige Gebiete in beiden Klassen ausgewiesen sind.

#### Vereinigte Staaten
Das US-amerikanische Schutzgebiet Papahānaumokuākea ist mit rund 1,5 Millionen Quadratkilometern das größte Meeresschutzgebiet der Welt und zählt zum UNESCO-Welterbe. Studien konnten bereits belegen, dass das Verbot der Fischerei dazu geführt hat, dass in den angrenzenden Meeresbereichen mehr Fische gefangen werden können.
Siehe National Marine Sanctuary
Siehe Pacific Remote Islands Marine National Monument